# Bệnh PED
PED (Porcine Epidemic Diarrhea) là bệnh tiêu chảy cấp trên lợn, do một loại vi rút gây ra. Vi rút gây bệnh PED (PEDv) xâm nhập vào đường tiêu hóa, tấn công và phá hủy các tế bào nhung mao ruột non của lợn, làm cho lông nhung ruột hư hại, teo đi và ngắn hơn, dẫn đến giảm khả năng hoạt động của các men tiêu hóa trong ruột, giảm khả năng hấp thu dinh dưỡng trong thức ăn hay trong sữa (đối với lợn con).

## Lịch sử
PEDv được phát hiện lần đầu tiên tại châu Âu vào những năm 70 của thế kỷ XX, sau đó lan sang Trung Quốc, Nhật Bản, Hàn Quốc vào những năm 1990. Từ năm 2000 đến nay, PEDv được phát hiện ở Philippines, Thái Lan, Việt Nam.

## Đặc điểm dịch tễ
Bệnh gây ra do virus PED gây ra và lây lan rất nhanh trong đàn; thường xảy ra với lợn nuôi ở chuồng trại ẩm ướt, lạnh, bẩn, lợn con chưa được tiêm sắt, lợn mẹ chưa được tiêm phòng đầy đủ.
Virus gây bệnh tồn tại lâu trong môi trường, chất thải chăn nuôi nhưng dễ bị tiêu diệt bởi ánh sáng, hóa chất sát trùng. Vì vậy, công tác vệ sinh, khử trùng chuồng trại, môi trường chăn nuôi rất có ý nghĩa trong phòng chống dịch bệnh này.
Bệnh lây lan và phát dịch nhanh, lây trực tiếp từ lợn ốm sang lợn khỏe (qua phân, dịch tiết...), lây gián tiếp qua phương tiện vận chuyển, người ra vào, thức ăn, nước uống nhiễm mầm bệnh. Sau khi xâm nhập qua đường tiêu hóa, virus gây bệnh tăng lên nhanh ở ruột non, ăn mòn lớp nhung mao ruột, làm cho ruột mỏng dần, xuất huyết, lợn không tiêu hóa được thức ăn, gây nôn mửa và tiêu chảy. Lợn con bị bệnh ở phân và dịch nôn có màu trắng đục, vàng nhạt hoặc đậm. Virus xâm nhập vào sau 18-24 giờ đã có biểu hiện lâm sàng trên đàn lợn.
Bệnh lây lan nhanh, gây thiệt hại kinh tế lớn cho người chăn nuôi, gây lưu cữu mầm bệnh trong đất, nước và khu vực chăn nuôi.

## Triệu chứng
Lợn sữa bú ít hoặc bỏ bú. Lợn con bị tiêu chảy cấp, phân lỏng, tanh, màu trắng đục hoặc vàng nhạt, phân dính bết ở hậu môn. Lợn nôn mửa do sữa không tiêu; thân nhiệt giảm, lợn bị lạnh nên thường nằm lên bụng lợn mẹ cho ấm. Bệnh gây ra do virus nên điều trị kháng sinh không khỏi.

## Phòng bệnh
Đối với lợn mẹ, tiêm phòng đầy đủ các loại vắc xin, bao gồm cả vắcxin PED
Đối với lợn con, tiêm sắt để phòng thiếu máu; giữ chuồng ấm, khô, sạch; sưởi ấm cho lợn con; tập ăn sớm lúc 7 ngày tuổi...